# 林克

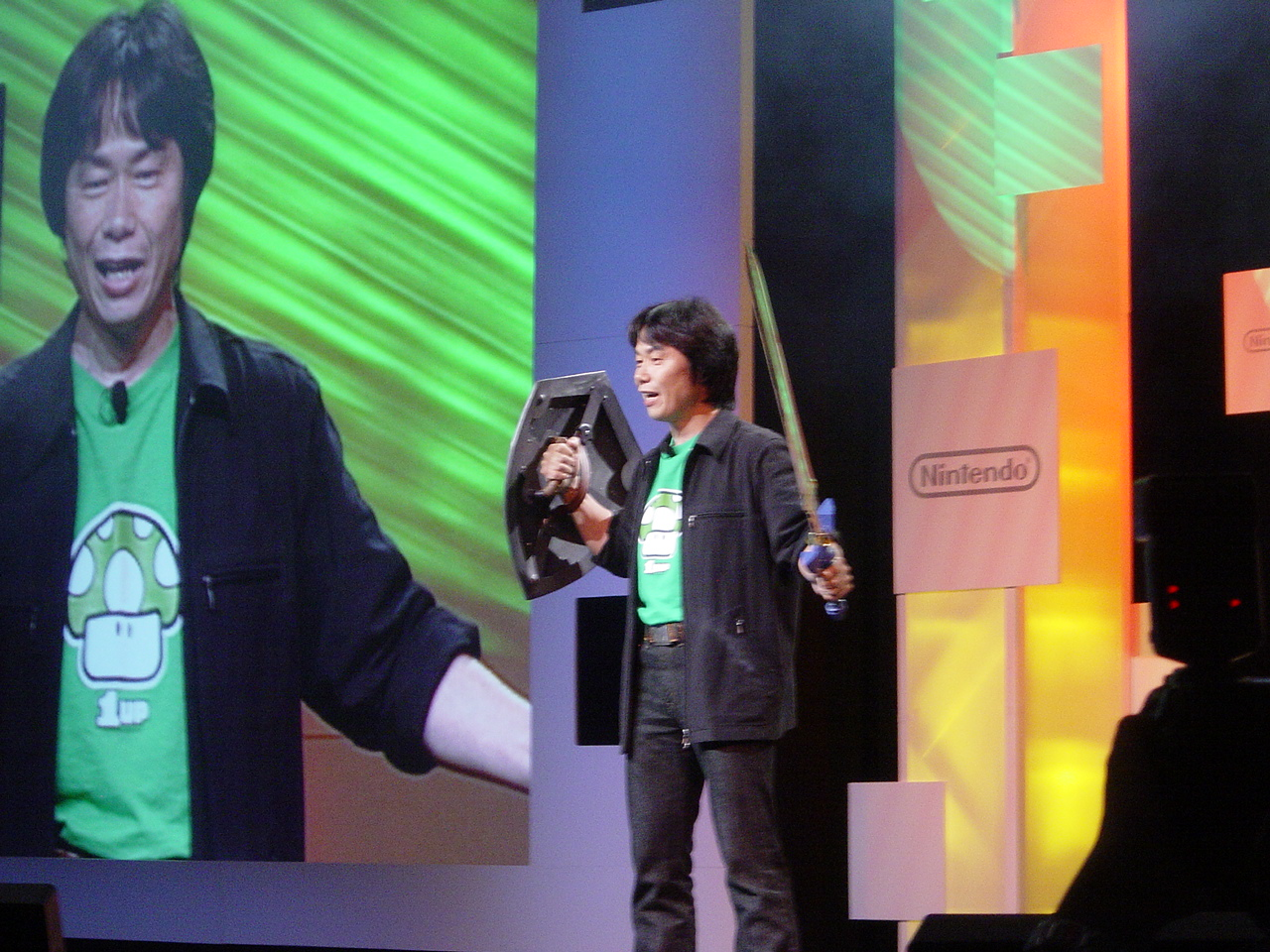
林克的創造者宮本茂在2004年E3展上手持該角色標誌性的劍與盾牌複製品

林克是日本任天堂公司發行的動作冒險遊戲《薩爾達傳說》系列的角色，由日本游戏设计师宫本茂设计。林克沒有特別指同一人，而是系列作中擁有三角神力之勇氣且註定討伐魔王的劍士，可以理解為不同世界觀中的同一角色。初次登場於系列第一作《薩爾達傳說》中，並出現在該系列的後續作品及改編漫畫、動畫中。

## 角色特徵
大部分林克頭上穿著具有濃厚綠色的尖帽，類似歐式的精靈與仙子。《曠野之息》和《王國之淚》中的形象是上身穿著淺藍色英傑服。
除了以Wii體感操作的《黃昏公主》和《禦天之劍》外，林克都是左撇子（Switch《曠野之息》和《王國之淚》林克從家中筆的擺放方式已證明他也是左撇子，但使用武器時使用右手）。宮本茂表示當初在設計初代《塞爾達傳說》的林克時把拿劍的手弄錯了放在了左手上，後來決定往後如非必要林克都用左手拿劍（宮本茂亦是左撇子）。
所有薩爾達傳說遊戲作品中的林克被設定成沒有語言能力，不能如其他人物般開口說話，因此林克至今沒任何對白。這是因為當初遊戲製作者想令玩家將林克視為自己的化身，增加玩家代入感，主角的性格設定及形象塑造留給玩家自己來填補及代入，而不給予林克任何語言能力。
在《薩爾達傳說》，《林克的冒險》和《眾神的三角神力》中，以像素形式出現。
在《織夢島》、《神祕果實》、《不可思議的帽子》和《四人之劍》中，以淺綠色和黃色的二維電腦圖形出現。
在《時之笛》、《穆修拉的假面》、《風之律動》、《夢幻沙漏》、《大地汽笛》、《黃昏公主》、《禦天之劍》、《眾神的三角神力2》、《三角神力三劍士》、《曠野之息》、《王國之淚》和《智慧的再現》、中，以3D電腦圖形形式出現。

## 各遊戲中的設定

### 《薩爾達傳說 時之笛》
在《時之笛》中，林克生活在科奇里森林。他因為沒有妖精而煩惱，因為每一個科奇里人都會有一隻妖精。他每個晚上都做著同一個惡夢。某天早晨，妖精「娜薇」跑來找林克。德庫樹長老在測試林克的智慧與勇氣後，告訴林克覬覦沉睡於海拉魯的神力「三角神力」的魔王「加儂多夫」之存在，並告訴他被海拉魯大地選為勇者的命運。然後將連結三角神力的關鍵「森林精靈石」託付給林克後，德庫樹長老就在加儂多夫的詛咒下靜靜地死去。手中握著青梅竹馬-莎莉亞送的笛子，林克離開了故鄉，與娜薇一同前往未曾看過的海拉爾大地旅行。

### 《薩爾達傳說 織夢島》
在《織夢島》中，林克在乘坐船隻的途中因為暴風雨的關係遇上了船難，之後他失去了意識，然後他漂流到一個名叫庫洪林的島上還被女主角瑪琳救了起來，林克醒來後發現他已經瑪琳的家中，島上一隻神秘的貓頭鷹告訴林克，如果他想離開夢見島，就必須喚醒夢見島的守護者風之魚。風之魚沉睡在塔瑪拉克山頂的巨蛋中，只有集齊塞壬的八件樂器才能喚醒它。林克踏上了尋找樂器的旅程，而島上的因為被林克吸引過來的怪獸們不斷地試圖阻止林克摧毀它們的世界。林克最後集齊八件樂器，登上塔瑪拉克的山頂，奏響了「風之魚之歌」。然後風之魚沉睡的巨蛋裂開了，他進入巨蛋，發現了一隻以化身為林克以前對戰過的怪物的夢魘。。林克最後打倒了夢魘，風之魚醒來，他告訴林克，庫洪林島其實只是林克自己的一場夢，他醒來後，庫洪林島都會消失而不見。林克再次吹奏了「風之魚之歌」，庫洪林島的所有事物都慢慢消失，他發現自己原來躺在大海中漂浮的木頭上，風之魚正從他頭頂飛過。他再往上望一看，看見了正在飛翔的瑪琳......

### 《薩爾達傳說 眾神的三角神力》
在《眾神的三角神力》中，林克居住在家中，在一個雷電交加的晚上，林克夢見一名叫薩爾達的女孩跟他說:一名叫阿格尼姆的巫師把海拉爾各地的女孩都捉走了。然後跟他同居的叔叔說要去做一些事情，叫林克待在家中，但林克卻拿了在家中的油燈，往海拉爾城走去，他前往地道，發現了快要死去的叔叔，他拿起了劍和盾，拯救了在地道中的薩爾達公主，薩爾達公主說林克要先找到在迷失森林中的大師之劍，還有其他的六位賢者，林克要穿梭光明和黑暗世界，找出其他的六位賢者，打倒阿格尼姆想把其復活的人:蓋儂。他最後把蓋儂打倒，和三角神力接觸......

### 《薩爾達傳說 曠野之息》
在《曠野之息》中，林克曾是海拉魯的一名英傑之一。在遊戲的開場，在薩爾達的呼喚聲中甦醒的林克被告知海拉魯已因英傑們百年前的失敗沉淪。如今的海拉魯正在飽受災厄加儂的襲擊，自己要起身帶著希卡之石，跟隨者希卡之石的指引得到大師之劍（驅魔之劍），以及集齊其他四位已故英傑的力量，去戰勝加儂。

### 《薩爾達傳說 智慧的再現》
在《智慧的再現》中，是首款以薩爾達公主而不是林克為玩家角色的主系列遊戲。在遊戲的開場，林克從加儂手中救出了薩爾達公主，但被吸入了一個傳送門，進入了另一個空間。